# ميلدريد آدامز
ميلدريد آدامز (بالإنجليزية: Mildred Adams)‏ هي كاتِبة ومترجمة وصحفية أمريكية، ولدت في 1894 في نيويورك في الولايات المتحدة، وتوفي بنفس المكان في 5 نوفمبر 1980.